# Список умерших в 1927 году
В этой статье представлен список известных людей, умерших в 1927 году.
- См. также: Категория:Умершие в 1927 году

## Январь
- 2 января — Ахад-ха-Ам (70) — еврейский писатель-публицист и философ.
- 9 января — Хьюстон Чемберлен (71) — английский писатель, социолог, философ, расовый теоретик.
- 14 января — Антонин (Грановский) — епископ Владикавказский и Моздокский.
- 15 января — Давид Яновский (58) — шахматист, претендент на мировое первенство, шахматный теоретик, практик и журналист.
- 22 января — Эдён Бодор (45) — венгерский легкоатлет, бронзовый призёр летних Олимпийских игр 1908.
- 25 января — Иван Милев (29) — болгарский художник и сценограф, один из главных представителей болгарского модерна.
- 27 января — Юргис Матулайтис (55) — католический религиозный деятель, виленский архиепископ (1918—1925), блаженный.

## Февраль
- 11 февраля — Юлий Энгель — музыковед, переводчик, фольклорист, композитор.
- 14 февраля — Фёдор Винберг (58) — русский офицер, дворянин, полковник Российской Императорской Гвардии, шталмейстер Высочайшего Двора, публицист и общественный деятель.
- 16 февраля — Йонас Басанавичюс (75) — литовский историк, фольклорист, публицист, общественный деятель.
- 18 февраля — Владимир Гурко (64) — русский государственный деятель.
- 27 февраля — Владимир Михельсон (66) — российский физик и геофизик, метеоролог, один из основоположников советской и российской актинометрии, профессор; его именем названа московская метеорологическая обсерватория.
- 27 февраля — Люк Филдс (82) — английский художник-иллюстратор.

## Март
- 1 марта — Эмилия Прахова (77) — жена Адриана Прахова, пианистка, ученица Ференца Листа.
- 3 марта — Михаил Арцыбашев (48) — русский писатель, драматург, публицист.
- 3 марта — Мечислав Козловский (51) — юрист, участник российского, польского и литовского революционного движения.
- 12 марта — Бернард Дикон — британский антрополог.
- 13 марта — Днипрова Чайка — украинская писательница и поэтесса.
- 14 марта — Янис Чаксте (67) — первый президент Латвийской Республики.
- 29 марта — Амвросий (Католикос-патриарх Грузинский) (65) — католикос-патриарх Грузии, историк и религиозный деятель.
- 31 марта — Кан Ювэй (69) — китайский философ, реформатор эпохи Цин, каллиграф.

## Апрель
- 6 апреля — Фридрих Оман (68) — австрийский архитектор.
- 9 апреля — Александр Генкель (54) — российский учёный-биолог, педагог и просветитель.
- 15 апреля — Гастон Леру (58) — французский писатель, признанный мастер детектива.

## Май
- 11 мая — Хуан Грис (40) — испанский художник и скульптор, один из основоположников кубизма; почечная недостаточность.
- 15 мая — Хуан Грис — британский крикетист, чемпион летних Олимпийских игр 1900.
- 26 мая — Борис Кустодиев (49) — русский художник.

## Июнь
- 7 июня — Пётр Войков (38) — российский революционер, советский партийный деятель, дипломат, один из участников расстрела царской семьи; убит.
- 10 июня — Андрей Иванов (38) — советский политический деятель, председатель Исполнительного комитета Одесского губернского Совета (1923-1925).
- 12 июня — Лев Тарасевич (59) — выдающийся российский и советский иммунолог, эпидемиолог, микробиолог, патолог, организатор здравоохранения и медицинской науки.
- 14 июня — Джером Клапка Джером (68) — британский писатель-юморист, постоянный сотрудник журнала «Punch», редактировал в 1892—1897 журналы «Лентяй» (англ. Idler) и «Сегодня» (англ. To-day).
- 19 июня — Михаил Вельтман (56) — российский публицист, историк, революционер, социал-демократ.
- 27 июня — Эдуард Боссе — российский инженер и предприниматель.

## Июль
- 6 июля — Вильгельм Блос (77) — немецкий журналист, писатель и политик.
- 12 июля — Иван Савин (27) — русский поэт, писатель, журналист.
- 12 июля — Семен Юшкевич (58) — русский писатель, драматург.
- 13 июля — Александр Жиркевич (69) — русский поэт, прозаик, публицист, военный юрист, коллекционер, общественный деятель.
- 18 июля — Василий Поленов (83) — выдающийся русский художник, мастер исторической, пейзажной и жанровой живописи, педагог.
- 24 июля — Рюноскэ Акутагава (35) — японский писатель, классик новой японской литературы.
- 31 июля — Ефим Бабушкин (56) — советский государственный и партийный деятель, генеральный консул РСФСР в Персии.

## Август
- 4 августа — Роберт Ламберт (39) — советский флейтист и педагог.
- 7 августа — Леонард Вуд (66) — американский военный, участник испано-американской и филиппино-американской войн, губернатор Кубы (1899 — 1902) и Филиппин (1921 — 1927).
- 13 августа — Джеймс Кервуд (49) — американский писатель и эколог, автор приключенческой литературы.
- 14 августа — Лев Штернберг (66) — российский и советский этнограф.
- 17 августа — Ричард Вудвиль (71) — английский художник, график, журналист и автор иллюстраций.
- 23 августа — Никола Сакко (36) и Бартоломео Ванцетти (39) — участники движения за права рабочих, рабочие-анархисты, выходцы из Италии, проживавшие в США; казнены.
- 25 августа — Борис Анненков (38) — атаман Сибирского казачьего войска, командующий отдельной Семиреченской армии, генерал-майор, участник Гражданской войны. Внук декабриста Ивана Анненкова.
- 25 августа — Николай Денисов (36) — русский военачальник, генерал-майор. Участник Гражданской войны на стороне Белого движения в Сибири.
- 31 августа — Андраник Озанян (62) — один из лидеров армянского национально-освободительного движения конца XIX — начала XX веков, национальный герой армянского народа. Национальный герой Болгарии.

## Сентябрь
- 2 сентября — Николай Андреев (89) — русский военный педагог, генерал-лейтенант, директор Сибирского кадетского корпуса.
- 2 сентября — Александр Вегенер (45) — русский военный воздухоплаватель.
- 7 сентября — Анна Голубкина (63) — российский скульптор.
- 8 сентября — Амвросий Ждаха (71) — художник, график, иллюстратор, мастер акварельной миниатюры, библиофил.
- 14 сентября — Айседора Дункан (50) — американская танцовщица, считающаяся основоположницей свободного танца — предтечи танца модерн.
- 14 сентября — Иоганн Крузе (68) — немецко-британский скрипач австралийского происхождения.
- 14 сентября — Франц Лендер (46) — русский советский конструктор артиллерийского вооружения.
- 17 сентября — Владимир Згура (24) — искусствовед, историк, москвовед.
- 17 сентября — Анатолий Кони (83) — русский юрист, общественный деятель и литератор, действительный тайный советник, член Государственного совета, почётный академик Петербургской АН (1900).

## Ноябрь
- 12 ноября — Иван Калинович — украинский библиограф, издатель и политический деятель.
- 13 ноября — Август Домбровский (82) — латвийский предприниматель и меценат.
- 17 ноября — Адольф Иоффе (44) — участник революционного движения в России; советский партийный и государственный деятель.
- 23 ноября — Николай Батурин-Замятин (49) — российский и советский общественный и политический деятель, активный участник революционного движения в России, публицист, историк революционного движения, профессор.
- 23 ноября — Станислав Пшибышевский (59) — польский писатель.
- 24 ноября — Ионел Брэтиану (63) — румынский либеральный государственный и политический деятель.
- 30 ноября — Пётр Слёзкин (65) — учёный, педагог, организатор сельскохозяйственного дела на Украине.

## Декабрь
- 5 декабря — Фёдор Сологуб (64) — русский поэт, писатель, драматург, публицист, один из виднейших представителей символизма.
- 8 декабря — Семен Лурье — русский философ, юрист, журналист, публицист, литературный критик и редактор.
- 10 декабря — Семён Зимницкий (53) — русский терапевт, представитель функционального направления в клинической медицине.
- 12 декабря — Фридрих Клейнвехтер (89) — австрийский политэконом.
- 18 декабря — Арсен Старков — русский и украинский биолог.
- 23 декабря — Мотеюс Густайтис (57) — литовский поэт, переводчик, литературовед.
- 24 декабря — Владимир Бехтерев (70) — выдающийся русский психиатр, невропатолог, физиолог, психолог, основоположник рефлексологии и патопсихологического направления в России, академик.